# Ford T
El Ford Modelo T (abreviado a Ford T, coloquialmente conocido como Tin Lizzie o Flivver en EE. UU. y «Ford a bigotes» en Argentina y Uruguay) fue un automóvil barato producido por la Ford Motor Company de Henry Ford desde 1908 a 1927. Con este modelo se popularizó la producción en cadena, permitiendo bajar precios y facilitando la adquisición de los automóviles a la clase media.

## Historia

### Henry Ford y su producción masiva: un coche llamado «T»

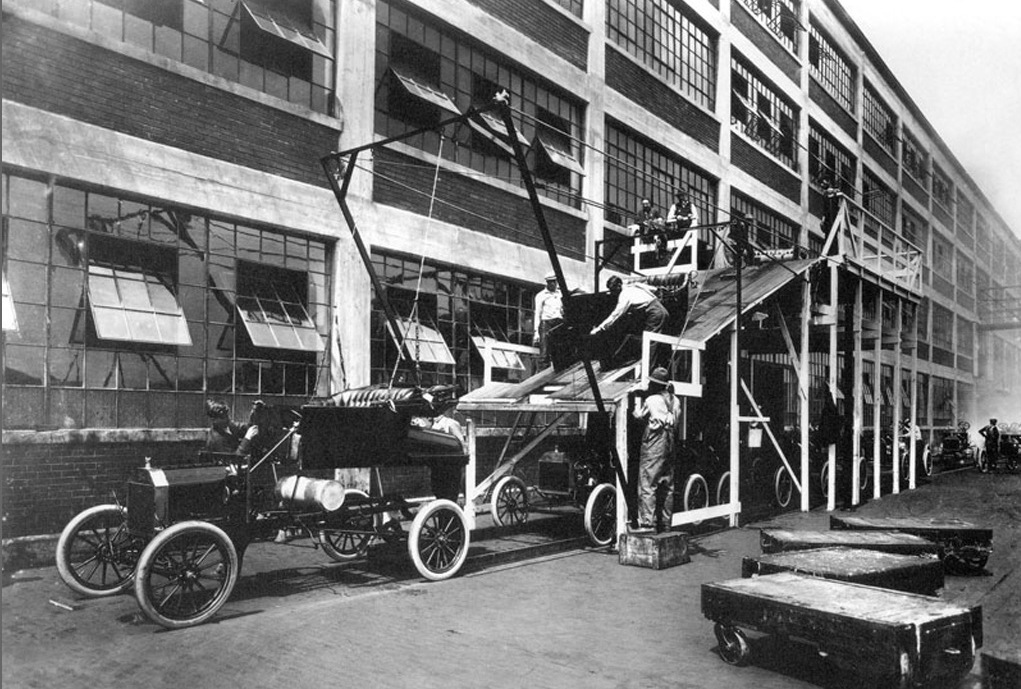
Producción en cadena del «Ford Modelo T». Con este modelo de vehículo, Henry Ford popularizó la producción en cadena hasta nuestros días.

Henry Ford sentó muchas de las bases del futuro del automóvil cuando decidió aplicar las teorías de Taylor sobre la perfecta combinación de hombre y máquina a la nueva industria de las cuatro ruedas. El resultado se llamaría el Ford T. 
«Voy a construir un coche para el pueblo, el automóvil universal», proclamó Henry Ford en 1906. No tenía un objetivo filantrópico; lo que buscaba era aumentar su clientela al máximo.

### De la cadena de montaje a su salto a la fama
Si bien la cadena de montaje fue, durante muchos años, un invento atribuido a Henry Ford, la realidad indica que el primer registro que se tiene de un automóvil fabricado mediante este sistema data del año 1901, producto de una idea del industrial Ransom Olds. Sin embargo, su producción no era la suficiente como para la idea que tenía Ford de popularizar el automóvil. Fue así que decidiría mejorar la cadena de montaje, inspirándose en una fábrica de fusiles y basándose a menudo en la improvisación para aumentar la capacidad productiva de este sistema. Esta alternativa trajo como consecuencia la errónea atribución final del invento a Henry Ford, en lugar de Ransom Olds.
El T se construyó sobre estos principios y, además, Henry Ford se adelantó a sus rivales, estableciendo muy pronto una gran red de concesionarios. Un precio asequible y una producción masiva durante un período de casi 20 años hicieron de este revolucionario modelo un símbolo de las grandes series. Incluso, la incipiente industria del cine se adueñó de él y el T se convirtió en vedette de persecuciones inenarrables en las películas cómicas del cine mudo. Ha sido visto, incluso, partido por la mitad por una sierra que pasaba en medio de sus dos ocupantes: El Gordo y el Flaco.

### Su desarrollo
Como se venía anteriormente mencionando, el Ford T fue diseñado por Henry Ford con la colaboración de los ingenieros inmigrantes húngaros Joseph A. Galamb y Eugene Farkas, se inició su producción el 12 de agosto de 1908, salió de la fábrica el 27 de septiembre de 1908 y vio la luz pública el 1 de octubre de 1908. Con su motor de cuatro cilindros y tan solo 20 CV de potencia, alcanzaba la velocidad máxima de 71 km/h, con un peso contenido para su época de 540 kg; consumía un litro de gasolina cada 5 km, unos 11 a 18 litros cada 100 km.
Gracias a la revolución de los modelos anteriores, especialmente el N y sus derivados R y S, Ford se convirtió en el primer fabricante americano desde antes de 1910. No es que fuera revolucionario, pero tenía características interesantes para la época. El motor tenía una culata desmontable; la biela era de acero de vanadio, más resistente. El alumbrado funcionaba con un volante magnético; la dirección estaba a la izquierda, una iniciativa que crearía escuela. La caja de cambios de engranajes planetarios solo contaba con dos velocidades y se cambiaba con el pie, concretamente con el pedal del embrague; en mitad del recorrido estaba el «punto muerto», pisando a fondo era la primera y, soltando un poco, la segunda.

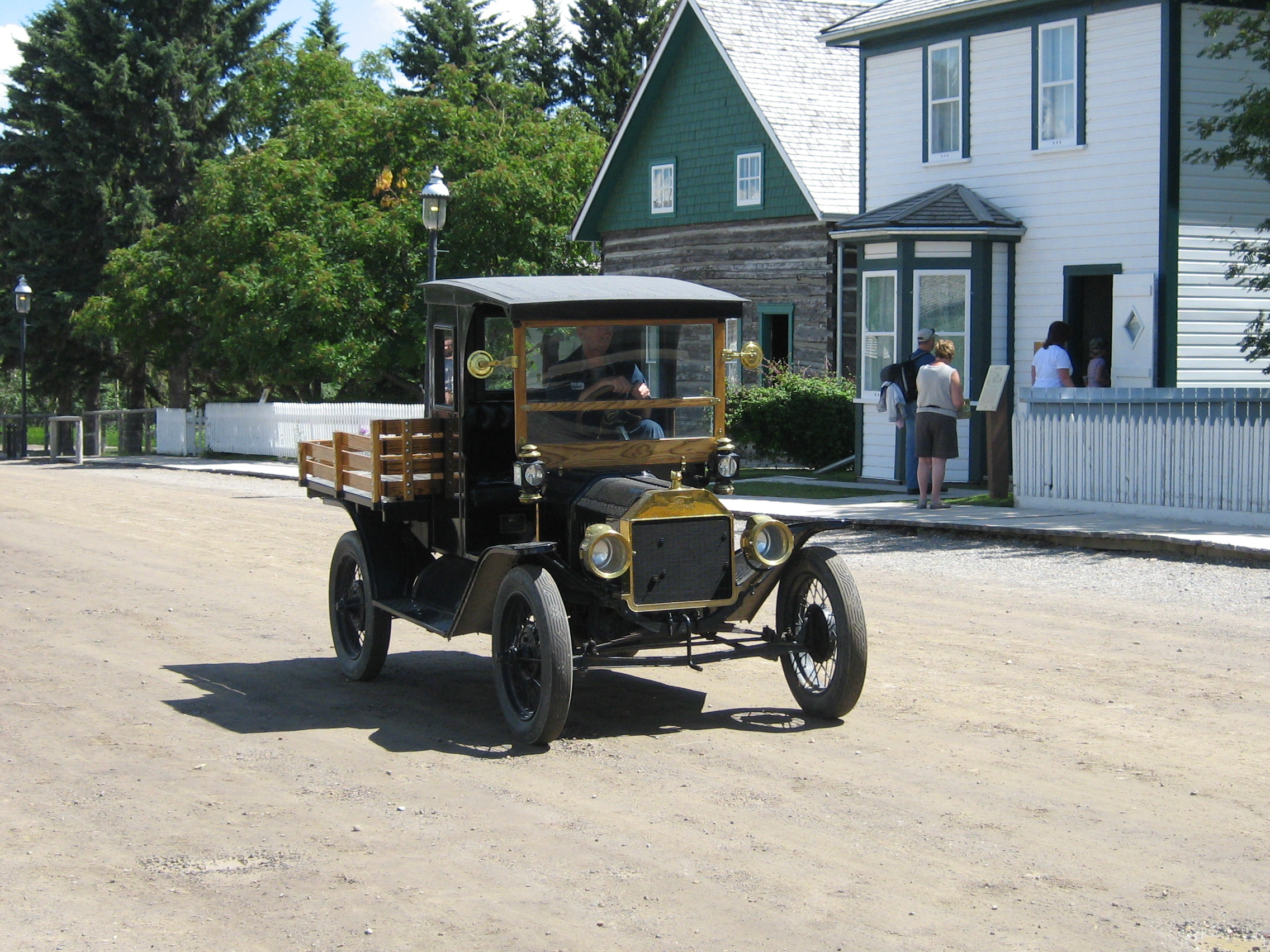
Camioneta Pickup Ford T.

El motor, de 2.9 litros, solo rendía 20 caballos de potencia máxima, pero el par motor que proporcionaba era alto, lo que le otorgaba una buena elasticidad a la hora de moverse. Se previeron cinco versiones en su lanzamiento: descapotable con capota, y de dos a siete plazas, pero aún sin puertas. Al principio se propusieron tres colores; a partir de 1914, solo uno, el negro. Los precios iban de 800 a 1000 dólares. La producción diaria de este modelo T pasó rápidamente a mil unidades y pronto se cuadruplicaría. El estallido de la Primera Guerra Mundial provocó que estas elevadas cifras bajaran notablemente, pero volvieron a remontar aún con más fuerza para batir un récord en 1923: más de 1 800 000 unidades, lo que suponía un tercio de la producción mundial en dicha época.
Su versatilidad era enorme. Con ruedas de grandes tacos, el Ford T podía desempeñar trabajos agrícolas y las ruedas metálicas le permitían circular por los raíles del ferrocarril. En total, se produjeron unos 15 millones de unidades.
Este modelo se utilizó en México como vehículo para policías.
El modelo T incluía novedades que otros vehículos de la competencia no ofrecían, como el volante situado en el lado izquierdo, de gran utilidad para la entrada y salida de los ocupantes. También incorporaba grandes adelantos técnicos, como el conjunto bloque del motor, cárter y cigüeñal en una sola unidad, utilizando para ello una aleación ligera y resistente de acero de vanadio. Su transmisión por tubo de empuje y suspensión por eje rígido con ballestón transversal hicieron de su robustez y capacidad de adaptación a cualquier entorno una leyenda, manteniendo Ford algunas de sus características hasta pasada la Segunda Guerra Mundial.
Existe una historia en la que se hace referencia a Pancho Villa, según la cual, cuando Pancho Villa viajaba junto con sus guardias en un Ford T, debido a que sus brazos y sus piernas sobresalían por todas direcciones, se decía que el vehículo parecía una cucaracha. Por ello, algunos versos de la canción «La cucaracha» hacen referencia a la pandilla y al vehículo de Pancho Villa. 
También en México el modelo «Ford T» fue usado por personas de alta influencia económica y, por su pronunciación en inglés *Ford Ti*, este modelo era más conocido como «Fortinga». El cantante Óscar Chávez hace mención de la «Fortinga» en una de sus canciones. Es probable que el término «fortinga» haya pasado a «fotingo» ("potingo" en Cuba), término empleado en los años cuarenta y cincuenta en México para designar a cualquier auto antiguo, aunque no fuera un Ford T.  El cantante Salvador "Chava" Flores usa el término «fortingo» en su canción «Boda de vecindad». Así mismo, por lo menos hasta los años sesenta, la «carcachita» Ford (al parecer el Ford T) era muy solicitada como el vehículo que conducía en la Ciudad de México a las novias a la iglesia para casarse, según se menciona en un artículo de Selecciones del Reader's Digest de 1970.
De igual forma, Fotingo también se refiere a una especie de autobús improvisado hecho con la carrocería de un Ford T, solo adaptando bancas. Algunos ejemplares de estos mismos se ocuparon como una suerte de taxi colectivo y ómnibus primitivo de 1917 en adelante y poco a poco se originarían otros vehículos que se ocuparían como esta mezcla de automóvil y taxi con más comodidad, pero el término fotingo también quedó relacionado con ellos.

### Lo cómodo y su precio accesible
Este modelo se caracterizó por ser muy espartano, características propias de los vehículos de Henry Ford y su política de producción: la cadena de montaje, gracias a la cual pudo rebajar su precio inicial de 850 dólares americanos hasta un precio irresistible de 360 dólares americanos que convirtió a este modelo en el favorito de una sociedad trabajadora industrial.

## Presencia global

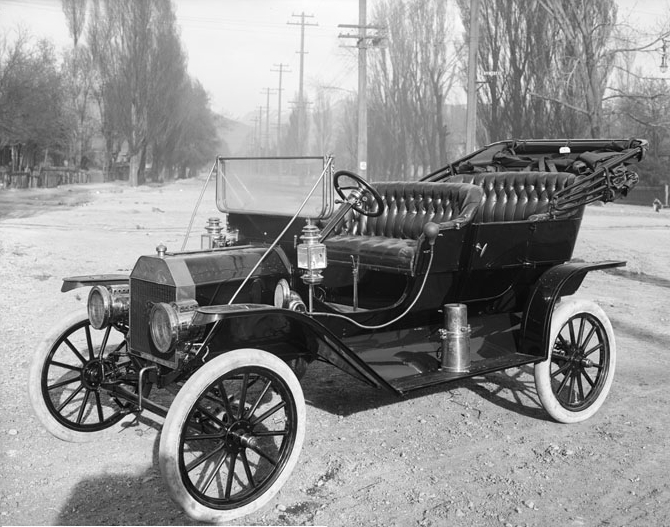
El Ford T fue muy popular en los campos por resistir los toscos caminos rurales. Modelo T de 1910.

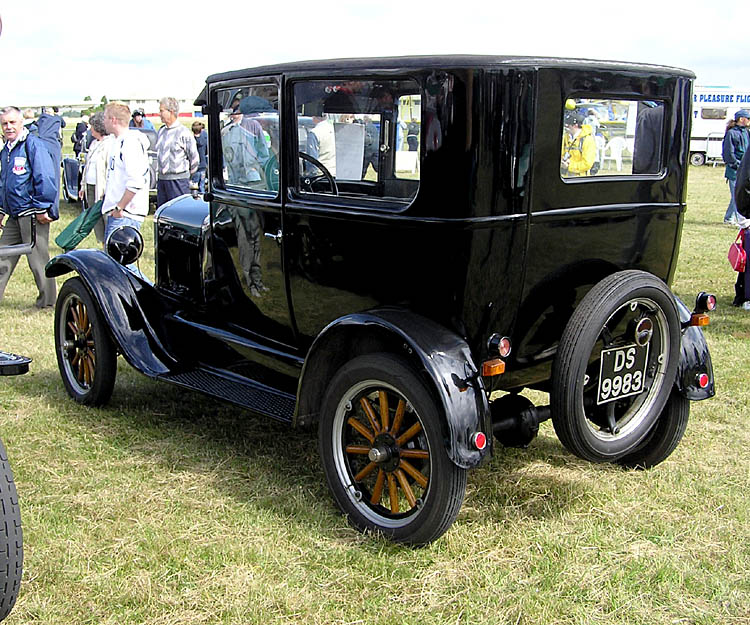
Modelo T de 1925.

El modelo T fue el primer auto global de la industria. En el año 1921, casi el 57 % de la producción mundial de automotores le correspondía al Ford T, que lo fabricaban en varios países y se vendía en los cinco continentes a través de sucursales autorizadas, en diferentes versiones y alternativas de uso.
Aunque Ford logró estatus internacional en 1904 con la fundación de Ford de Canadá, fue en 1911 cuando la compañía comenzó a ampliarse rápidamente en ultramar, con la apertura de plantas de ensamblaje en Inglaterra, Argentina (1912) y Francia, Cádiz y Barcelona (España) en 1920, seguida por Dinamarca (1923), Alemania (1925), Austria (1925), y también en Sudáfrica (1924) y Australia (1925) como filiales de Ford de Canadá debido a las tarifas preferenciales de los países de la mancomunidad de naciones a la que pertenecían.

### Ford en Argentina
A finales de 1913, Ford Motor Co. decide instalar en Buenos Aires la primera sucursal latinoamericana y la segunda en el mundo, después de la de Inglaterra. En 1917 y después de haber comercializado más de 3500 vehículos, comienza la importación de autos desarmados para ser montados en Buenos Aires.
En 1925 se inaugura la primera planta Ford de Latinoamérica en Argentina, y se comienza la manufactura del Ford modelo T. En 1927 se produce el Ford «T» número 100.000. A fines de ese año se presenta el Ford «A», sucesor del modelo «T» y cuya producción finaliza en Estados Unidos después de producirse 15.007.033 unidades, cantidad superada luego por el Volkswagen Sedán el 17 de febrero de 1972.

## Detalles del Ford Modelo T (1914)

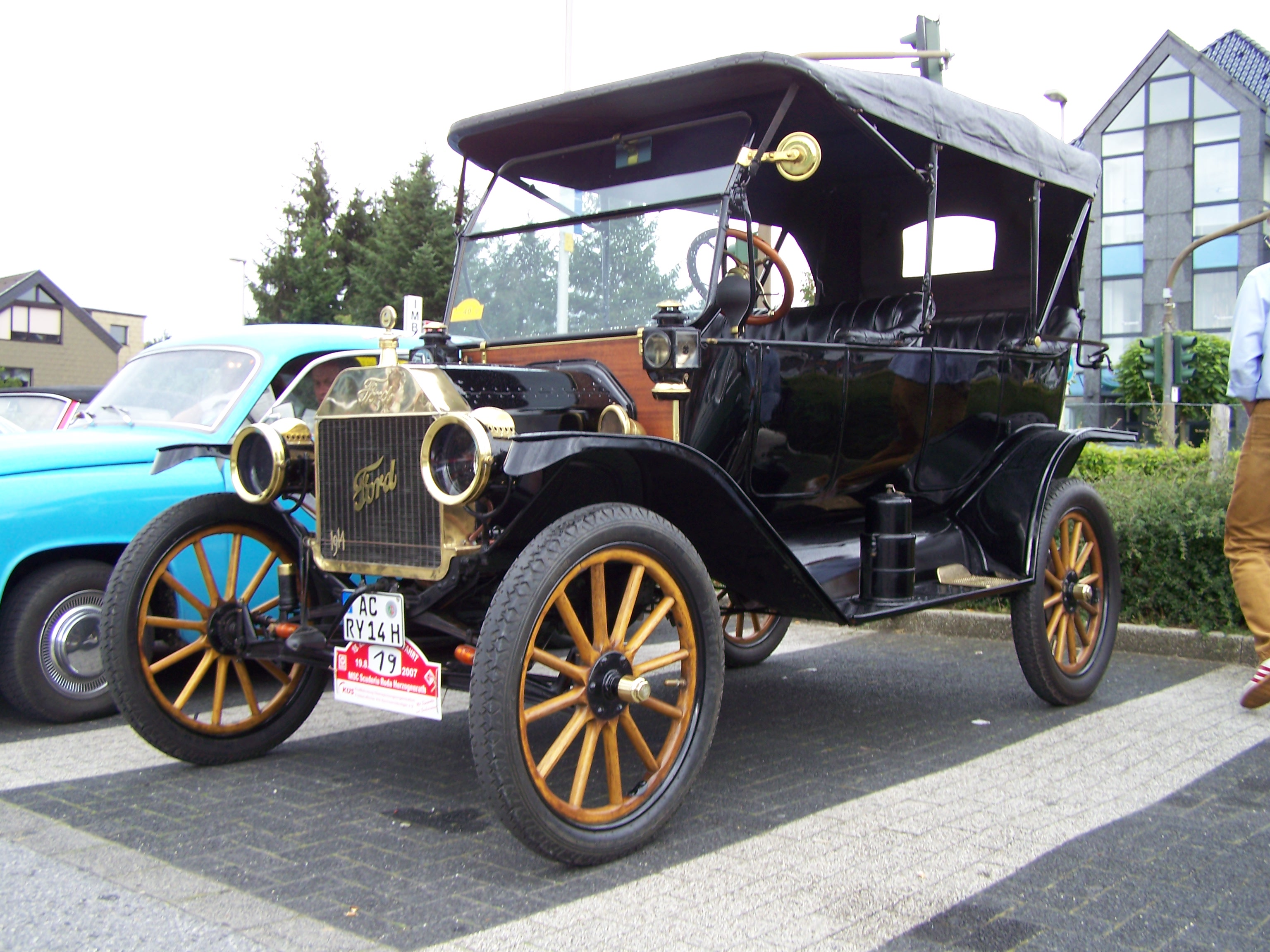
Ford Modelo T (1914)
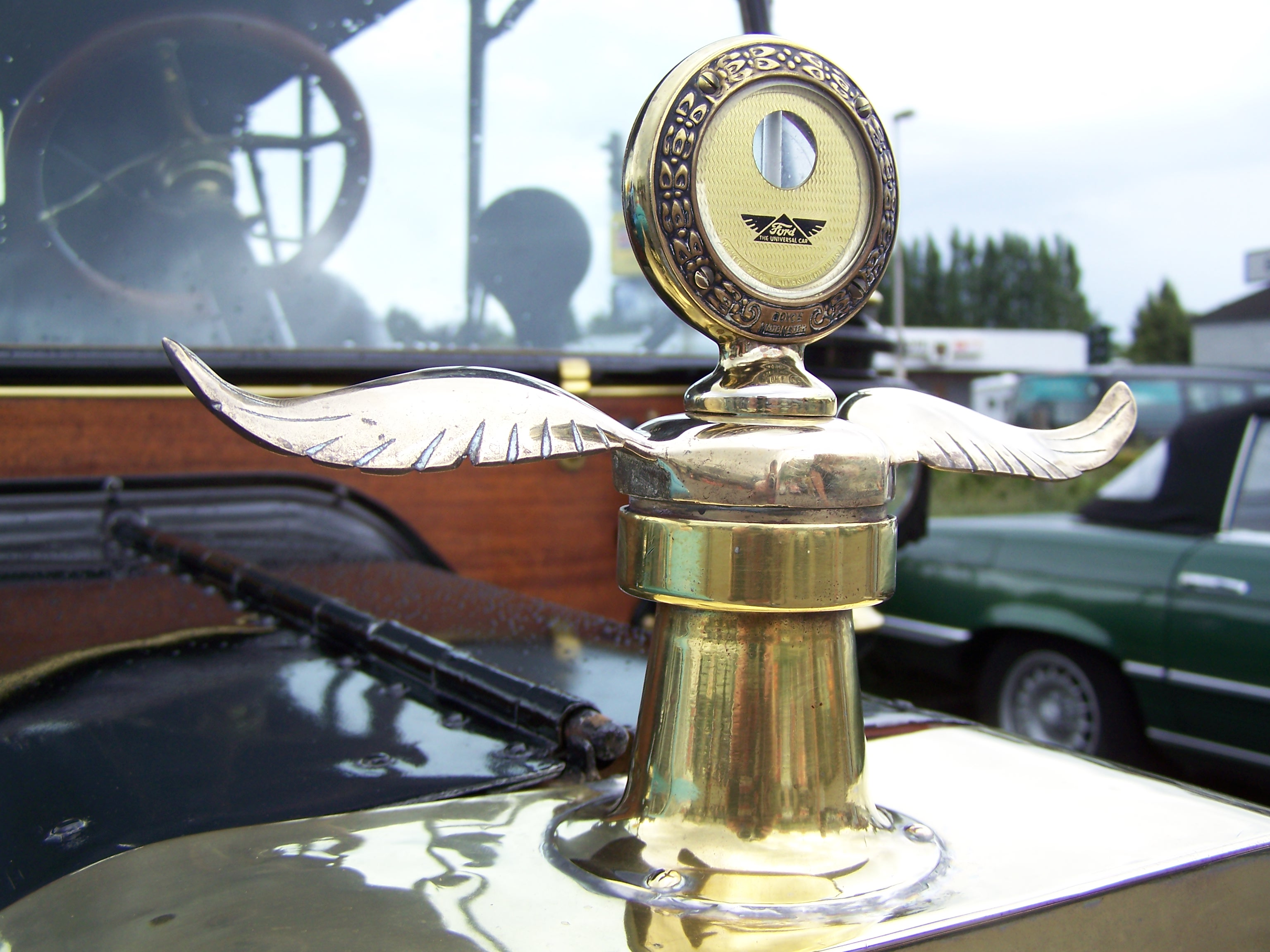
Figura del radiador
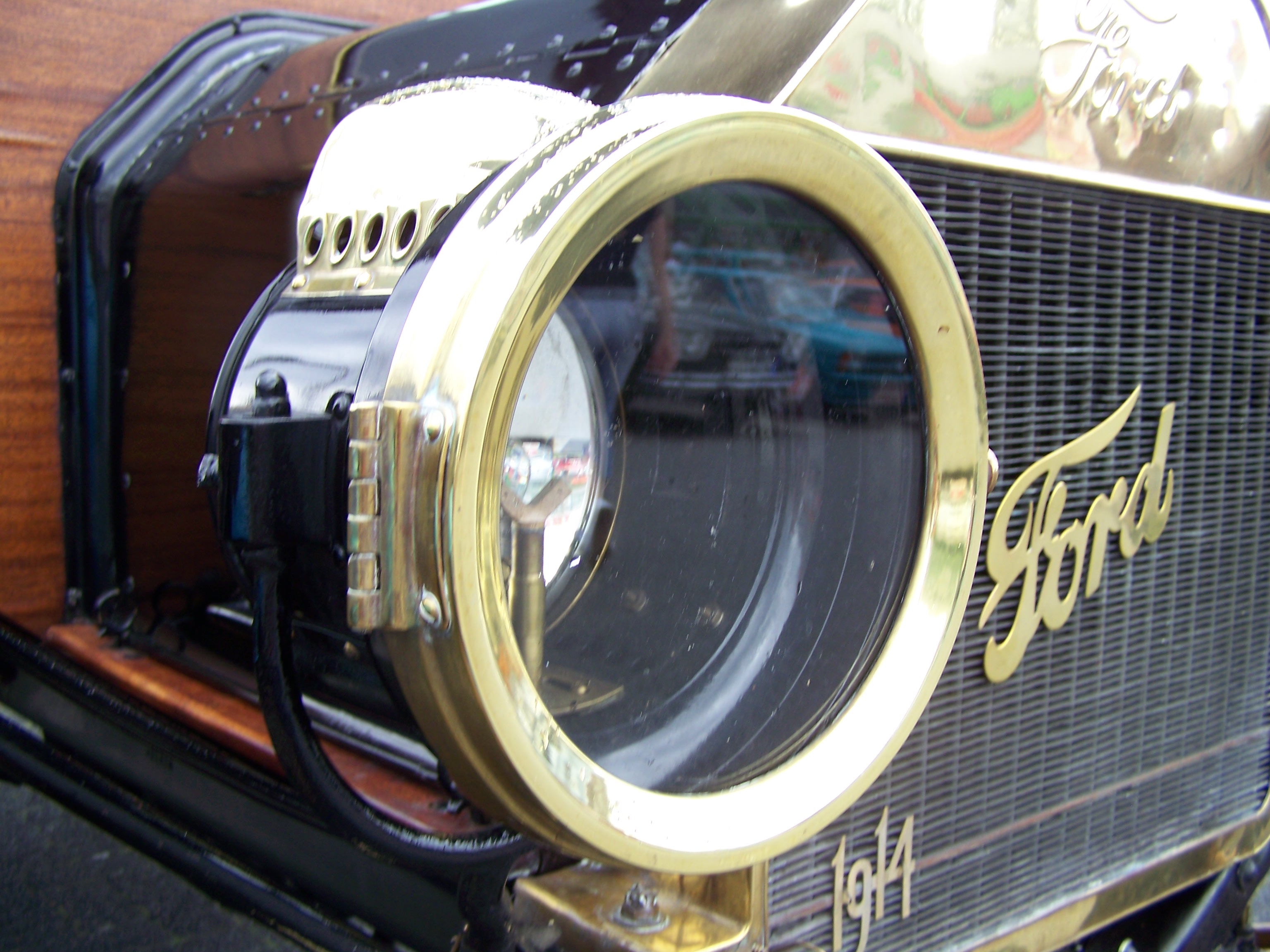
Foco
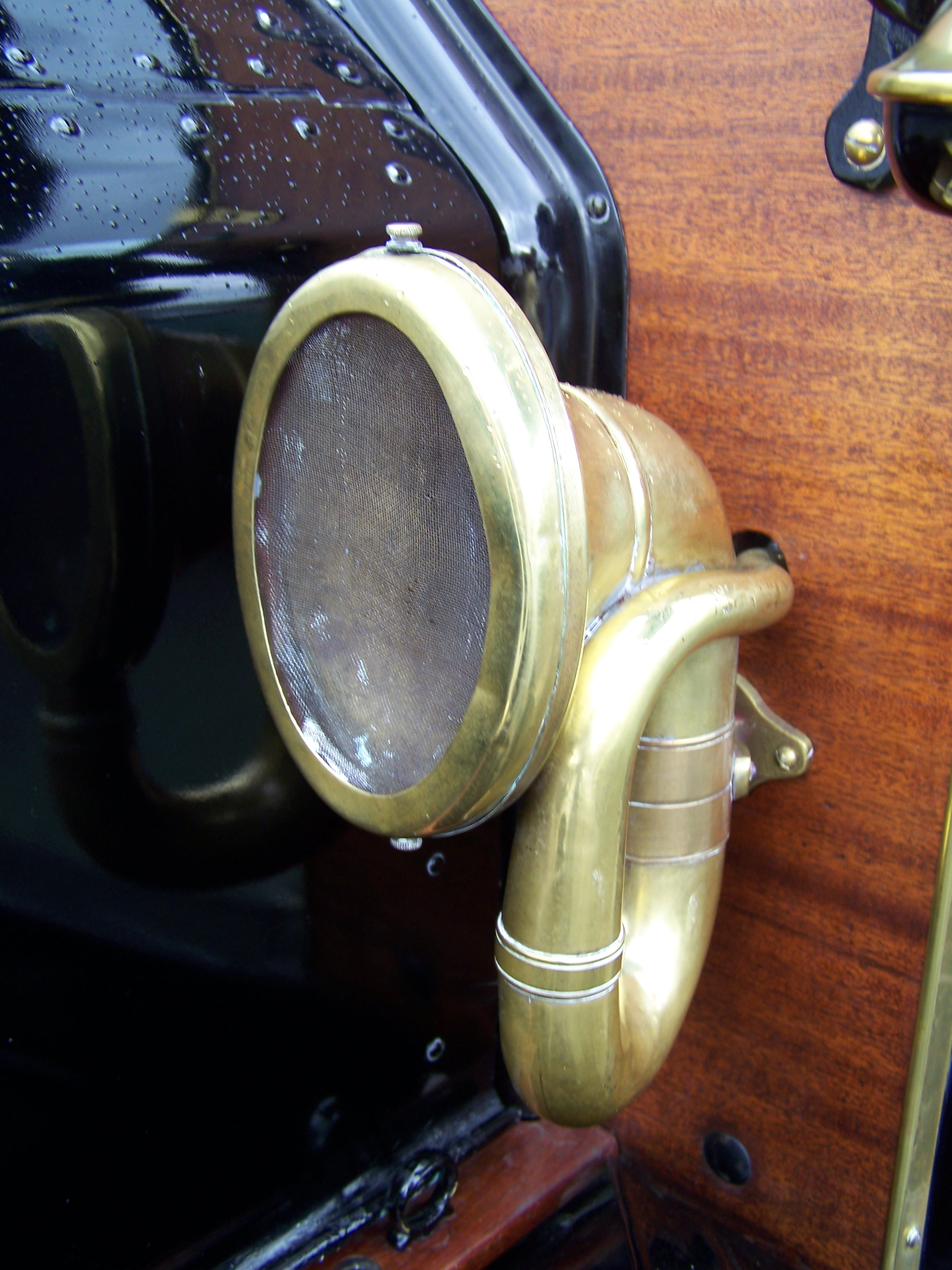
Bocina
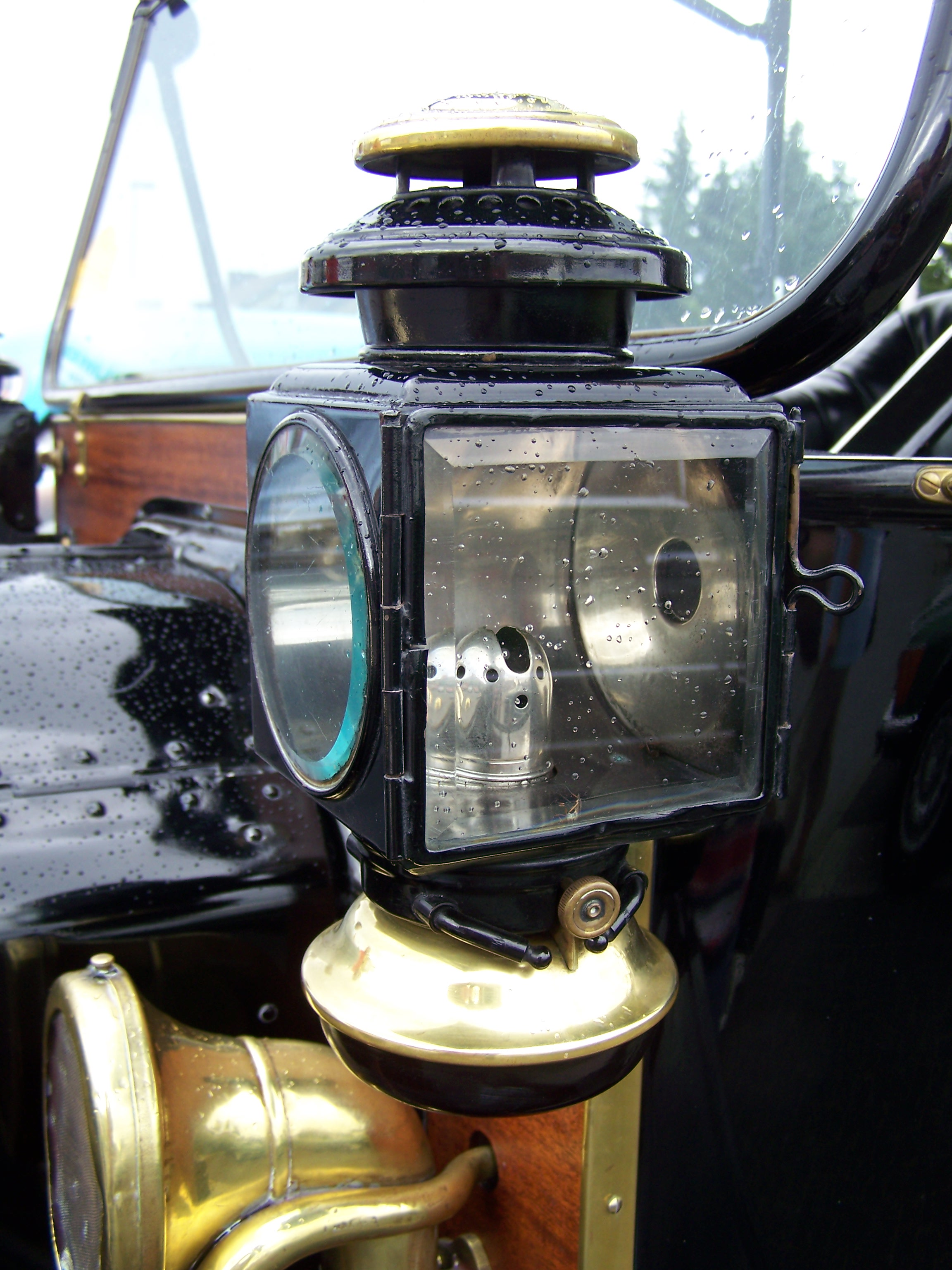
Farol
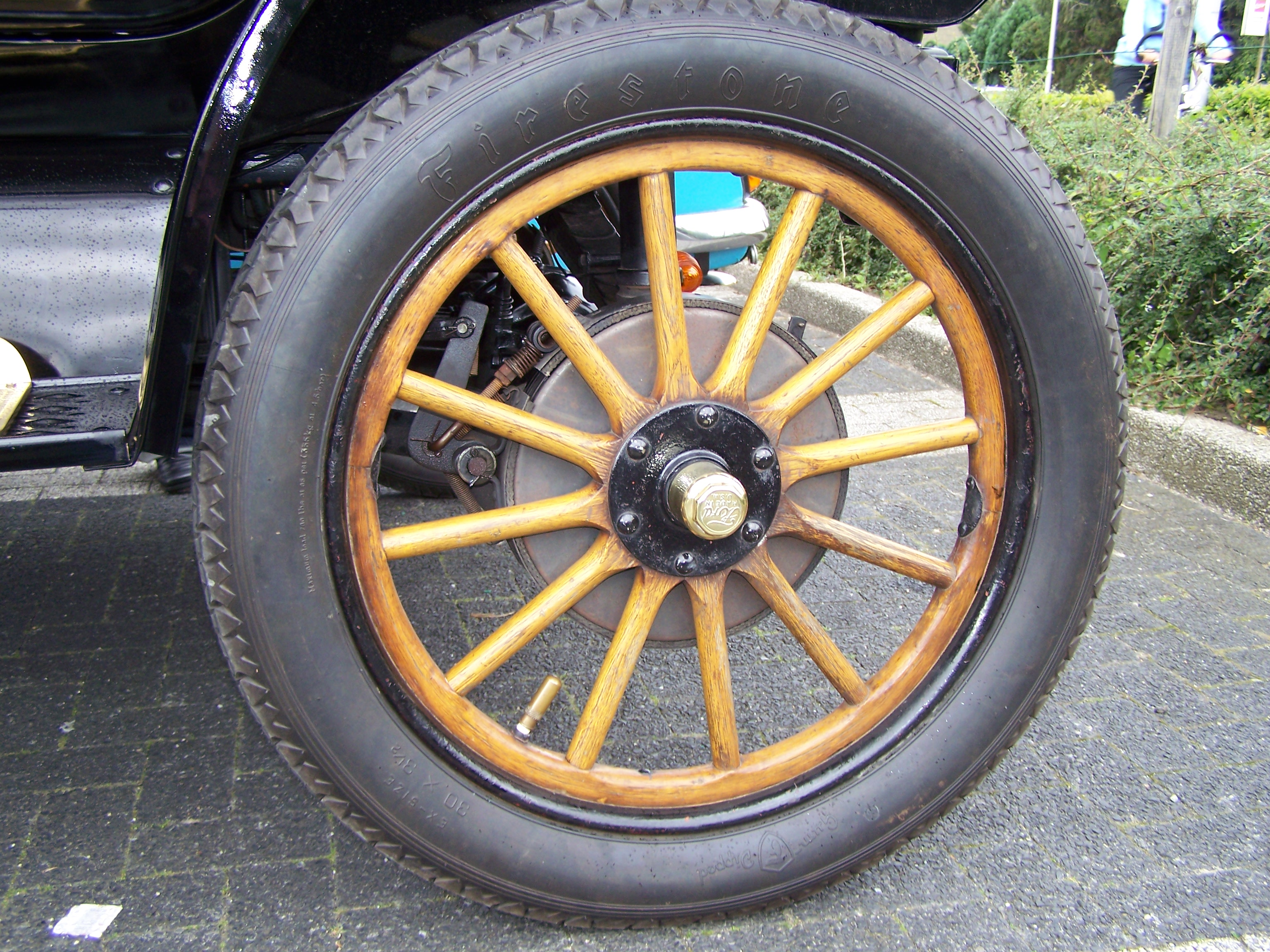
Ruedas de madera tipo artillería de 21
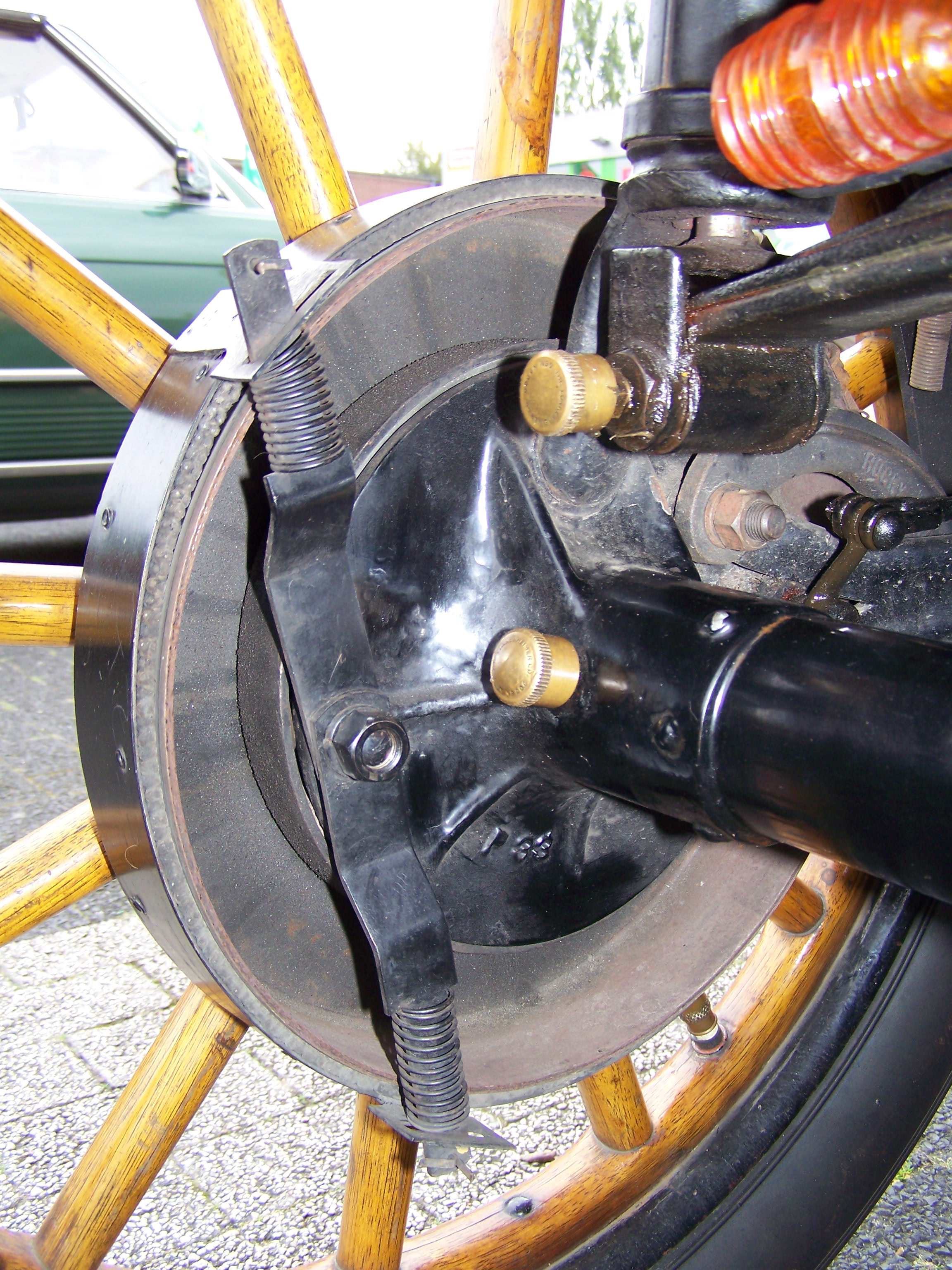
Frenos de banda
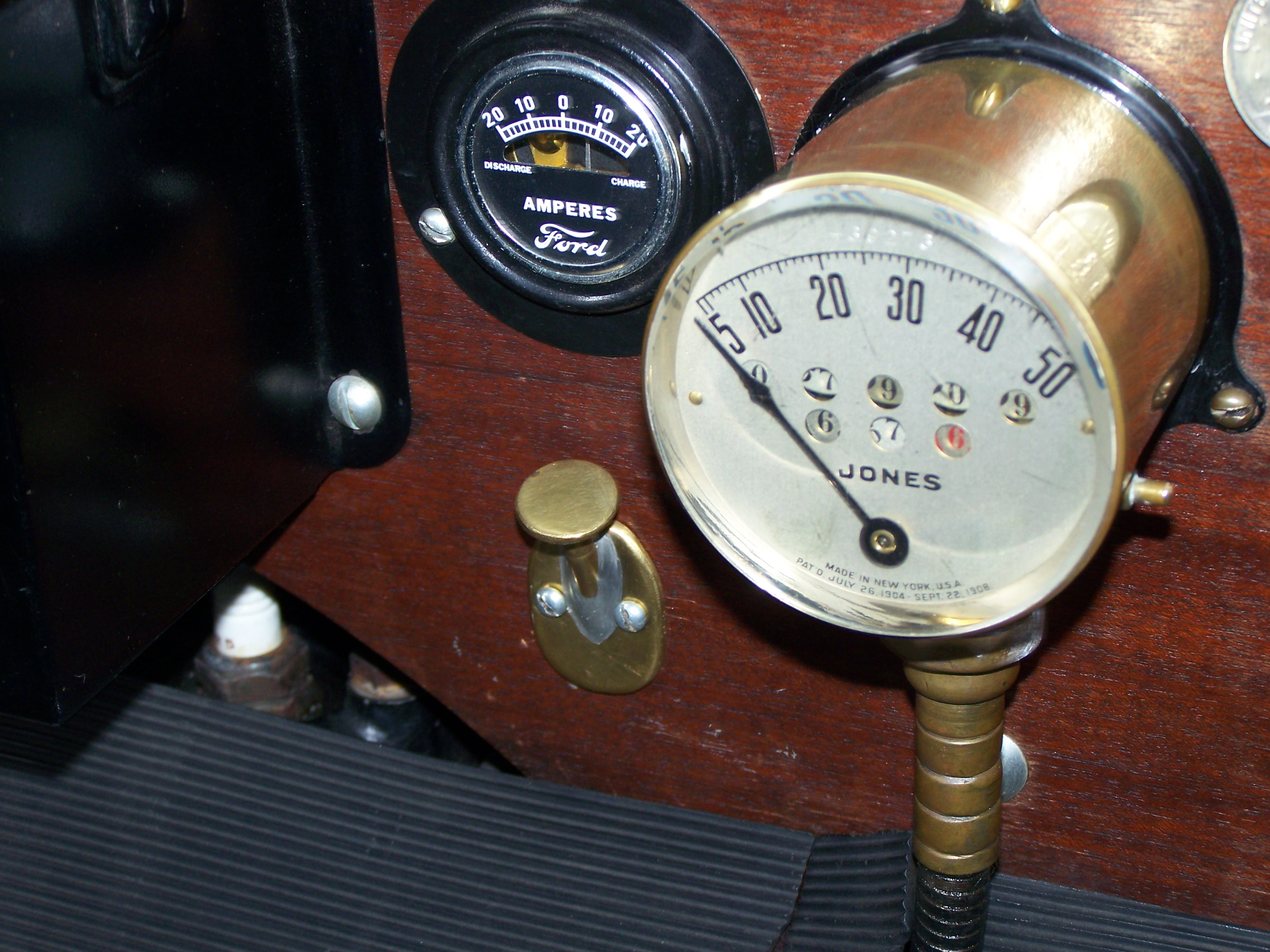
Tacómetro y reloj indicador de carga de batería